# ريد ماكديرموت
ريد ماكديرموت (بالإنجليزية: Red McDermott)‏ هو لاعب كرة قاعدة أمريكي، ولد في 12 نوفمبر 1888 في فيلادلفيا في الولايات المتحدة، وتوفي بنفس المكان في 11 سبتمبر 1964.

## وصلات خارجية
- ريد ماكديرموت على موقعبيزبول رفرنس.كوم (الدوري الرئيسي) (الإنجليزية)
- ريد ماكديرموت على موقعبيزبول رفرنس.كوم (الدوري الثانوي) (الإنجليزية)